# Veres Mihály
Veres Mihály (Kiskundorozsma, 1937. május 20. – Szeged, 1997. november 5.) festőművész.

## Tanulmányok
A Szegedi Gépipari Technikumban érettségizett, ezután a Tanárképző Főiskola rajz szakán tanult, ahol mestere Vinkler László volt. 1959-ben szerzett tanári diplomát. Tanulmányúton járt Ausztriában, Franciaországban, Olaszországban, Jugoszláviában, Csehszlovákiában, Németországban, Lengyelországban, Romániában (Erdélyben).

## Művésztelepek
Mártély, Makó, Szolnok, Arad - Románia, Pécska - Jugoszlávia, Szabadka ~ Jugoszlávia, Temesvár - Románia

## Díjak, elismerések
- Alkotó Pedagógusok díja (1992)
- Kiváló Munkáért Miniszteri Dicséret (1993)
- Szeged város Alkotói díja (1994)

## Egyéni kiállítások
- Szeged (1969, 1970, 1975, 1974, 1977, 1979, 1983, 1985)
- Balassagyarmat (1973)
- Budapest (1974)
- Pécs (1975)
- Békéscsaba (1980)
- Gyula (1980)
- Kiskunfélegyháza (1985)
- Békés (1982)